# Astrophyton cacaoticum
Astrophyton cacaoticum är en ormstjärneart som beskrevs av George Richard Lyman 1874. Astrophyton cacaoticum ingår i släktet Astrophyton och familjen medusahuvuden. Inga underarter finns listade i Catalogue of Life.